# Tempesta polare
Tempesta polare (Polar Storm) è un film per la televisione del 2009 diretto da Paul Ziller, di genere fantascientifico-catastrofico.

## Trama
La cometa Copernico sta passando molto vicina alla terra, quando un frammento di parecchi centinaia di metri si stacca dalla stessa e comincia la discesa verso il nostro pianeta. Il Dr. Mayfield, mandato in Alaska, all'interno del circolo polare artico, per studiare gli effetti del passaggio della cometa sul campo elettromagnetico della terra, sfugge per poco all'impatto del frammento sul suolo terrestre. Una volta ritornato a casa, accolto dalla moglie Cynthia e dal figlio Shane, scopre un'anomalia nel tramonto del sole e cerca delle risposte con i dati raccolti in Alaska, ma non può effettuare tale ricerca, perché sono stati segretati. Intanto nel mondo incominciano a verificarsi strani fenomeni, come le aurore in luoghi impossibili (come la stessa cittadina dove abita la famiglia Mayfield) con scariche elettromagnetiche molto forti, tali da mettere fuori uso qualsiasi apparecchio elettromagnetico. 
Con l'aiuto di un giornalista, un certo Lou Vanetti, rilascia un'intervista dove dichiara che il campo elettromagnetico della terra, a seguito dell'impatto del frammento della cometa, ha subito un radicale cambiamento, tale da far pensare ad un'inversione dei poli magnetici. Il presidente degli USA, si mette in contatto col generale Mayfield, padre del Dr. Mayfield, in videoconferenza assieme al Dr. Elman, consulente della Casa Bianca per cercare di fermare l'uscita di questa notizia, in quanto lo stesso presidente ha fatto divieto di divulgazione di massa di quanto sta accadendo nel mondo. Il Dr. Mayfield viene convocato dal padre per aver un confronto con il presidente, dove cerca di spiegare i pericoli cui la terra sta andando incontro se non si fa qualcosa di importante, ma sia il presidente che il consulente Dr. Elman sono restii a creder alle parole del Dr. Mayfield. 
Intanto nel mondo accadono sempre più fenomeni strani, forti terremoti, aurore con scariche elettromagnetiche sempre più forti e comportamenti strani degli animali (uccelli che si spostano in luoghi non abitudinari, balene spiaggiate in coste improponibili, etc. etc.) Con l'aiuto del suo team, il Dr. Mayfield riesce a far capire al presidente che l'inversione dei poli magnetici è reale, quindi bisogna agire il prima possibile e grazie al padre ed alle sue conoscenze militari, riesce, grazie ad un sottomarino russo, a far detonare un ordigno in grado di far ristabilire il campo elettro-magnentico alla giusta posizione ed evitare così una catastrofe. Il film si chiude con la famiglia Mayfield riunita nella propria casa, dopo lo scampato pericolo.